# 빙우 (1967년 영화)
"빙우"는 1967년 공개된 대한민국의 영화이다.

## 배역
- 신성일
- 남정임
- 이민자
- 전양자
- 최남현
- 주증녀
- 김동원
- 정민
- 김정옥
- 박상집
- 마도식
- 명미정